# Kirchliche Trauung

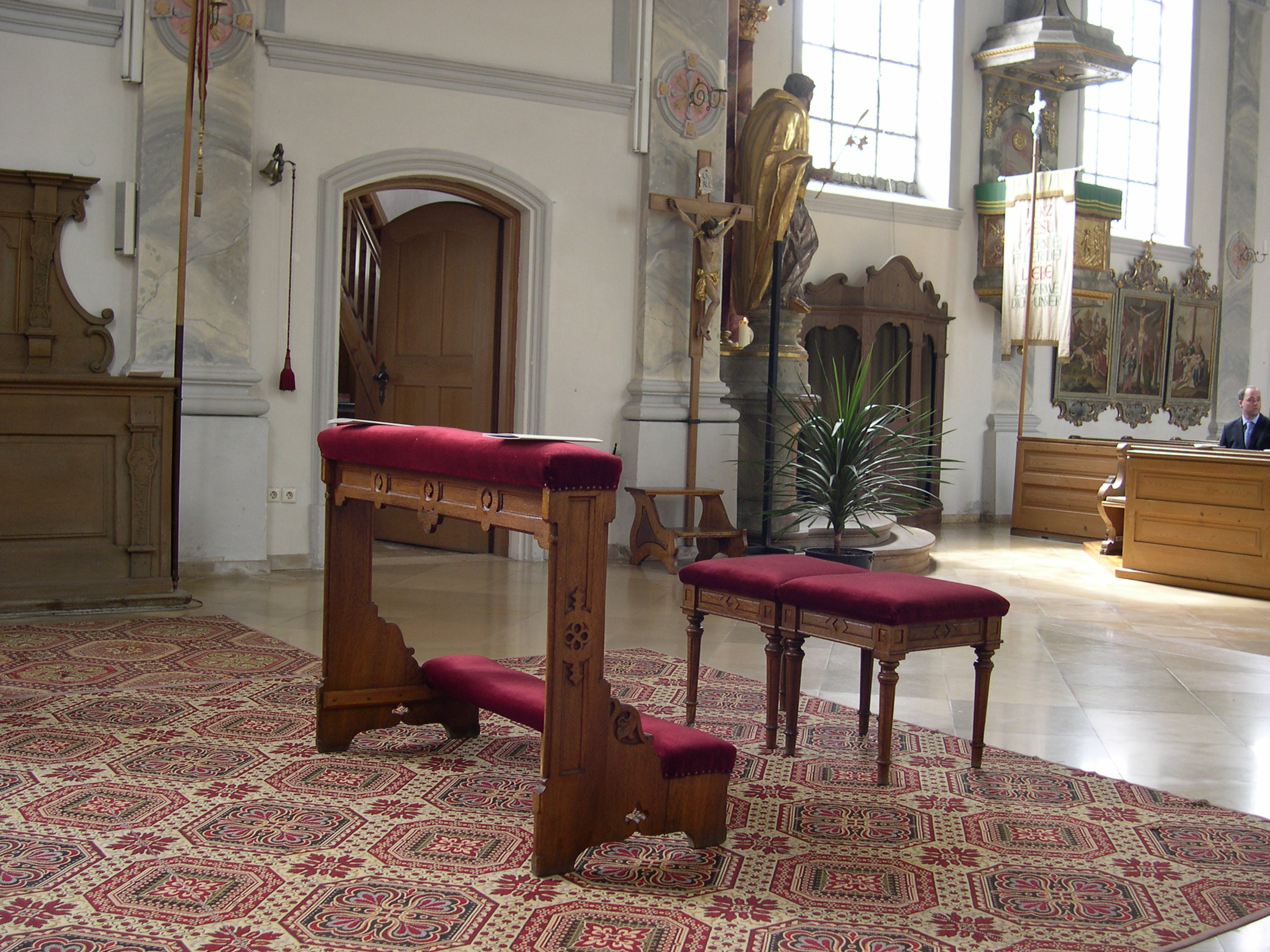
Hochzeitsbank vor der kirchlichen Trauung

Als kirchliche Trauung wird die Schließung einer Ehe nach dem vorgeschriebenen Ritus einer Kirche bezeichnet (Eheschließungsform). Sie findet in aller Regel vor einem Geistlichen statt. In einigen Ländern kann die bürgerliche Eheschließung mit der kirchlichen Feier zusammenfallen; im deutschen Sprachraum wird sie in der Regel bereits vor der kirchlichen Trauung vor dem Repräsentanten der weltlichen Gemeinde vollzogen (bis 31. Dezember 2008 galt in Deutschland ein Verbot der religiösen Voraustrauung).

## Gemeinsamkeiten
Die kirchliche Trauung gehört zu den Kasualien, den kirchlichen Amtshandlungen aus besonderem Anlass. Als solche wird sie in Deutschland, Österreich, der Schweiz, Frankreich und bestimmten anderen Ländern staatlicherseits als rechtlich unbeachtlich angesehen und nur kirchenrechtlich anerkannt. In solchen Ländern muss das Paar im Normalfall vor der kirchlichen Eheschließung schon standesamtlich getraut sein. Dies ist beispielsweise in Österreich und in der Schweiz bis heute notwendig und war auch in Deutschland bis zu der zum 1. Januar 2009 in Kraft getretenen Reform des Personenstandsgesetzes zwingend vorgeschrieben. Von den Kirchen selbst wird es auch nach der Reform in Deutschland im Regelfall verlangt. In Schweden, dem Vereinigten Königreich, Irland, Spanien, Polen, Italien sowie Ländern mit Staatskirchen (z. B. Griechenland, Norwegen und Dänemark) entfaltet die kirchliche Trauung dagegen auch zivilrechtliche Wirkungen oder kann bei der Personenstandsbehörde angezeigt und anerkannt werden.
Die kirchliche Trauung ist an den Ritus beziehungsweise die Gottesdienstordnung der jeweiligen Kirche gebunden. Häufig wird den Brautleuten die Möglichkeit geboten, den Gottesdienst im zulässigen Rahmen nach ihren Vorstellungen mitzugestalten. In den evangelischen Freikirchen ist das die Regel. Die kirchliche Trauung findet nahezu ausschließlich im Gotteshaus statt; es gibt nur wenige Ausnahmen, in denen ein anderer Ort genehmigt wird. Heiratet man nicht in seiner eigenen Gemeinde, benötigt man die Zustimmung des zuständigen Pfarrers, der ein Dimissoriale erteilen muss. In den Freikirchen ist bei einer Auswärts-Hochzeit keine Zustimmung des eigenen Pfarrers nötig.
Grundsätzlich setzt die kirchliche Trauung voraus, dass beide Eheleute einer Konfession angehören und mindestens ein Partner Mitglied der jeweiligen Kirche ist. Bei Partnern unterschiedlicher Konfession überlassen die großen Kirchen den Pfarrern bzw. Kirchengemeindeleitungen vor Ort die Entscheidung, ob das Paar dennoch getraut werden kann. In manchen Fällen ist insbesondere in der römisch-katholischen Kirche zusätzlich eine Dispens des Ortsbischofs einzuholen.
Die kirchliche Trauung steht in der katholischen Kirche und den orthodoxen Kirchen nur verschiedengeschlechtlichen Paaren offen. In vielen protestantischen Kirchen Europas und manchen Nordamerikas gibt es neben einer Segnung gleichgeschlechtlicher Paare auch Trauungen von Partnern des gleichen Geschlechts.

## Römisch-katholische Kirche
Nach römisch-katholischer Lehre spenden sich die Eheleute das Sakrament der Ehe gegenseitig. Eine Anerkennung ihrer Gültigkeit erfolgt jedoch nur, wenn eine Trauung mit vorangegangener öffentlicher Verkündigung durch einen Priester oder Beauftragten in Anwesenheit von mehreren Zeugen erfolgt und der Eintrag im Eheregister bzw. in der Traumatrikel vorgenommen wird. Wenn „für längere Zeit (1 Monat) ein zuständiger Priester nicht zu erreichen ist, kann die Ehe auch vor zwei Zeugen allein gültig geschlossen werden.“ Dem zuständigen Pfarrer muss diese Eheschließung möglichst bald gemeldet werden.
Die kirchliche Trauung dient dem gültigen Zustandekommen des Ehebundes, den sich (im Falle einer Ehe zwischen Christen) die Brautleute als Sakrament spenden. Kern der Trauung ist daher die Kundgebung des Ehekonsenses durch die Eheleute vor dem Traugeistlichen und den Trauzeugen. Eine öffentliche Bekanntmachung (Aufgebot) muss vorausgegangen sein; die Ehe ist im Kirchenbuch zu registrieren. Das von den Eheleuten gestiftete sakramentale Eheband ist nach katholischer Lehre zu Lebzeiten unauflöslich; Eheannullierung ist bei Vorliegen der Voraussetzungen möglich.
Die römisch-katholische Lehre kennt zwei Formen der Ehe: die sakramentale und die natürliche. Die Eheschließung zwischen Christen ist nach katholischer Auffassung stets ein Sakrament. Das Ehesakrament spenden sich nach katholischer Lehre die Brautleute gegenseitig. Der Ehebund wird, abgesehen von Sonderfällen, im Rahmen einer liturgischen Feier öffentlich bekundet. Die Erfüllung der Formnormen in der Feier der Trauung ist die Voraussetzung für die kirchenrechtliche Anerkennung der Gültigkeit der Ehe.
Das Zweite Vatikanische Konzil regte eine Überarbeitung des Eheritus und die deutlichere Betonung der Gnade des Ehesakrament sowie der Aufgaben der Eheleute an. Die Eheschließung („Trauung“) findet häufig innerhalb der Trauungsmesse (früher meist Brautmesse oder Brautamt genannt) statt, die von einem Priester gefeiert wird, und zwar jetzt nach der Evangeliumslesung und der Homilie; es schließen sich die Fürbitten an. Auch eine Trauung im Rahmen einer Wort-Gottes-Feier (früher Wortgottesdienst genannt), die auch von einem Diakon geleitet werden kann, genügt der Form. Der früher im Laufe der Trauung nur der Braut gespendete Brautsegen – ein kurzes Segensgebet über beide Brautleute am Ende des Trauritus, er entstand im 13. Jh. aus dem westgotischen Brauch der Brautübergabe – wird heute als Brautleute- oder Trauungssegen (Hochgebet über die Brautleute) am Ende der Trauungszeremonie als Segensgebet über beide Eheleute gespendet; er macht Gottes Handeln deutlich, betont die gegenseitige Treuepflicht und unterscheidet die kirchliche von einer standesamtlichen Trauung.
Zur Vorbereitung auf das Sakrament der Ehe kennt die Kirche die Einrichtung der Ehepastoral, die beispielsweise Ehevorbereitungskurse oder andere Formen der seelsorglichen Betreuung vor und nach der Eheschließung umfasst.
Damit eine Trauung gefeiert werden kann, muss das Brautpaar zunächst mit einem Priester Kontakt aufnehmen. Ist dies nicht der Pfarrer der Pfarrei am Wohnsitz, so muss eine Kirche gefunden werden, in der die Trauungsmesse gefeiert werden kann. Der Wohnortpfarrer erstellt dann eine Trauüberweisung an den trauenden Geistlichen. Das Brautpaar muss Taufbescheinigungen der beiden Pfarreien vorlegen, in denen die Brautleute getauft wurden. Die Bescheinigungen dürfen nicht älter als sechs Monate sein. In Deutschland muss vor der kirchlichen Hochzeit eine standesamtliche Eheschließungsbescheinigung vorgelegt werden, soweit nicht, wie seit 1. Januar 2009 möglich, ausnahmsweise eine rein kirchliche Trauung beim Bischöflichen Ordinariat beantragt wird. Vor der Trauung ist ein Ehevorbereitungsgespräch (sinnvollerweise mit dem trauenden Priester) vorgeschrieben. Dessen Ergebnis wird im Ehevorbereitungsprotokoll dokumentiert. Das Protokoll endet mit den Unterschriften der Trauzeugen und der Registrierung der Trauung. In den Anmerkungen des Eheprotokolls ist die Lehre der katholischen Kirche über die Ehe wiedergegeben.
Die Ehe kann auch ohne Priester oder Diakon vor nur zwei Zeugen gültig geschlossen werden, wenn entweder Todesgefahr besteht, oder auch, wenn über einen Zeitraum von etwa einem Monat hinweg „vernünftigerweise vorauszusehen ist“, dass ein Priester oder Diakon nicht „ohne schweren Nachteil herbeigeholt“ oder um die Assistenz gebeten werden kann. Dem zuständigen Pfarrer ist die so geschlossene Ehe zu melden. Auch können nach Can. 1112 Laien zur Eheschließungsassistenz delegiert werden, wo Priester und Diakone fehlen.
In der römisch-katholischen Kirche ist für Ehen mit einem orthodoxen Partner oder mit einem Nichtchristen zusätzlich eine Genehmigung des zuständigen Bischofs vorgeschrieben. Will ein Katholik einen nicht-katholischen Partner nicht im Rahmen einer katholischen Trauungsfeier heiraten, sondern im Ritus einer anderen Konfession oder, etwa bei der Eheschließung mit einem Nichtchristen, nur standesamtlich, so muss er über den Ortspfarrer beim Bischof eine besondere Genehmigung einholen (Dispens von der Formpflicht).

### Sakramentale Eheschließung
Die Ehe zwischen zwei getauften Christen gehört nach römisch-katholischer Lehre zu den sieben Sakramenten: Als solches gezählt wird die Ehe seit dem Zweiten Laterankonzil (1139); diese Lehre wurde auf der Synode von Verona (1184) und bei weiteren Gelegenheiten ausdrücklich lehramtlich bestätigt und schließlich 1547 durch das Konzil von Trient im Dekret Tametsi feierlich dogmatisiert. Damit wurde festgestellt, dass sich die Ehepartner gegenseitig das Sakrament der Ehe spenden. (Anders ist es im Verständnis der orthodoxen und ostkirchlichen Theologie, nach der die sakramentale Ehe durch den trauenden Priester gestiftet wird.)
Die deutschen Bischöfe definieren die sakramentale Ehe als „die eheliche Gemeinschaft eines Mannes und einer Frau, die durch Glauben und Taufe am Leben Christi teilhaben und in die Kirche eingegliedert sind“. Als wesentliche Eigenschaften der Ehe werden die Einheit (Treue, Einpaarigkeit und Heterosexualität, also ein Mann und eine Frau) und die Unauflöslichkeit gesehen.
Eine kirchliche Eheschließung ist nur gültig, wenn die Partner keinem Ehehindernis unterliegen, keine Ungültigkeitsgründe wie z. B. Konsensmängel oder Willensmängel vorliegen und die kirchlichen Formvorschriften eingehalten werden. Die Formpflicht verlangt, dass der trauungsberechtigte Geistliche (Priester oder Diakon mit Trauungserlaubnis des Bischofs) im Beisein von zwei Zeugen den Ehekonsens erfragt. Im Fall einer gemischtkonfessionellen Verbindung kann mit einer Sondererlaubnis (Dispens) von der Einhaltung der kirchlichen Eheschließungsform befreit werden.
Die bürgerliche Eheschließung unter Beteiligung eines Katholiken wird kirchlicherseits nicht als Begründung einer wirklichen Ehe, sondern als bloßer bürokratischer Akt ohne religiöse Bedeutung angesehen. Die Zivilehe zwischen zwei getauften Christen, die nicht der katholischen Kirche angehören, wird dagegen als sakramental betrachtet, ist also prinzipiell unauflöslich. Das liegt daran, dass Nichtkatholiken nach dem 1983 in Kraft getretenen Codex Iuris Canonici, dem die Theologie des Zweiten Vatikanischen Konzils zugrunde liegt, nicht dem katholischen Kirchenrecht und damit auch nicht der Formpflicht unterliegen, sodass ihre Eheschließung nicht aufgrund der Nichteinhaltung der katholischen Eheschließungsform für ungültig erklärt werden kann, weil diese Form für sie gar nicht verpflichtend ist. Nach früherem katholischen Kirchenrecht galten dagegen prinzipiell alle Christgläubigen als dem päpstlichen kanonischen Recht unterworfen, sodass außerhalb der römisch-katholischen Kirche geschlossene Ehen früher grundsätzlich nicht als sakramental galten. Zu beachten ist hierbei, dass die konstitutive Formpflicht erst durch das Tridentinische Konzil, 24. Session, mit dem Dekret Tametsi verbindlich vorgeschrieben wurde; denn bis ins 16. Jahrhundert galten auch heimlich bzw. „informell“ (ohne Mitwirkung eines Geistlichen) geschlossene Ehen (so genannte „Klandestinehen“) nach lateinischem Kirchenrecht als bindend geschlossen.
Neben dem Eheversprechen (Jawort) als Ausdruck des Ehewillens ist nach katholischem Verständnis für das endgültige Zustandekommen einer sakramentalen Ehe auch der körperliche Vollzug (Geschlechtsverkehr) erforderlich. Die gültig geschlossene Ehe (matrimonium ratum) wird erst durch den (zumindest einmaligen) sexuellen Akt vollzogen (consummatum) und damit unauflösbar; vorher hat sie zwar bereits sakramentalen Charakter, doch ist eine Auflösung durch päpstlichen Hoheitsakt noch möglich. Diese, nach verbreiteter Annahme auf germanischen Rechtsbräuchen beruhende Regelung setzte sich mit der von Anselm von Laon ausgehend entwickelten zweistufigen Ehelehre des Kanonisten Gratian († ca. 1158), der im Decretum Gratiani (um 1140) zwischen einer „begonnenen“ (matrimonium initiatum) und einer durch kopulativen Vollzug „beschlossenen“ (ratum) Ehe unterschied (Kopulationstheorie), gegen die von anderen Theologen und Päpsten (Ivo von Chartres, Petrus Lombardus, Innozenz III.) noch bis ins 13. Jahrhundert hinein vertretene Lehre durch, die Ehe komme allein durch die Zustimmung der Eheleute gültig zustande (Konsenstheorie). Hintergrund des zweistufigen Ehemodells, das die tatsächliche Übergabe (traditio) der Braut durch den Vater an den Gatten als ehebegründendes Element in den Vordergrund stellt, ist möglicherweise der Umstand, dass im 12. Jahrhundert zwischen Eheversprechen und Heimführung der Braut häufig lange Zeitspannen lagen. Die moderne Anschauung geht im Wesentlichen auf den Juristen und späteren Papst Rolando Bandinelli (Alexander III., reg. 1159–1181) zurück, der insbesondere der Auffassung zum Durchbruch verhalf, wonach auch die nicht vollzogene Ehe (anders als das bloße Verlöbnis) einen zwar nur unvollkommenen, aber dennoch bereits sakramentalen Ehecharakter besitzt und daher nur vom Papst und nicht von den Eheleuten selbst aufgelöst werden kann. Aus diesem Grund ist auch die so genannte Josefsehe, bei der die Partner bewusst auf den sexuellen Vollzug ihrer Ehe verzichten, aus katholischer Sicht eine in vollem Sinne sakramentale Verbindung.
Eheleute, die in einer gültig geschlossenen und vollzogenen sakramentalen Ehe miteinander verbunden sind, können zwar getrennt leben („Trennung von Tisch und Bett“), eine Scheidung (Auflösung des Ehebandes) ist aber nach kirchlicher Lehre nicht möglich. Eine kirchliche Wiederverheiratung zivilrechtlich Geschiedener ist demzufolge grundsätzlich ausgeschlossen. Ein zweites Mal kirchlich heiraten kann nur der, dessen frühere Ehe nicht mehr besteht (Tod des Partners) oder von Anfang an ungültig war (Ehenichtigkeit). Neue Eheschließungen nach dem Tod der jeweiligen Partner sind (anders als etwa in der Orthodoxie) in beliebiger Zahl zulässig, solange kein Ehehindernis besteht.
Falls die von der römisch-katholischen Kirche als elementar angesehenen Ehevoraussetzungen zum Zeitpunkt der Eheschließung nicht gegeben waren, ist es möglich, die Ungültigkeit der Ehe von einem kirchlichen Gericht feststellen zu lassen (Eheannullierung). Mit der Annullierung erkennt die Kirche an, dass die Verbindung, die in diesem Fall Putativehe („vermeintliche Ehe“) genannt wird, aufgrund der fehlenden Voraussetzungen von Anfang an ungültig war.
Die bürgerliche Trauung ist in vielen Ländern, bis Ende 2008 auch in Deutschland, Voraussetzung für eine kirchliche Eheschließung. Dabei handelt es sich jedoch nicht um eine innere Voraussetzung nach kirchlichem Recht. Vielmehr wird dem Staat kirchlicherseits lediglich eine Zuständigkeit für die bürgerlichen Rechtsfolgen des Ehevertrags (Namens- und Standesrechte, eheliches Güterrecht und Erbrecht) sowie das Recht zugestanden, bei Streitigkeiten darüber in einem zivilrechtlichen Verfahren zu entscheiden. Soweit staatliche Gesetzgebung und Rechtsprechung in die von der Kirche beanspruchten Zuständigkeiten eingreifen, werden sie von der Kirche nicht anerkannt.
In Deutschland ist wie schon in früheren Epochen mittlerweile auch wieder eine Eheschließung möglich, die ausschließlich kirchlich, jedoch nicht öffentlich oder bürgerlich vollzogen wird und dementsprechend auch keine bürgerlichen Rechtsfolgen hat. Diese in Kirchenkreisen als Gewissensehe bezeichnete Sonderform ist kirchenrechtlich eine voll gültige, sakramentale Ehe. Für die Durchführung einer kirchlichen Trauung ohne vorausgegangene bürgerliche Eheschließung benötigt man eine Dispens vom Ortsbischof, die nur in begründeten Ausnahmefällen erteilt wird, das kann z. B. die Trauung zweier verwitweter Personen sein.

### Nichtsakramentale Eheschließung
Jede staatlich und möglicherweise auch kirchlich (mit Dispens vom Ehehindernis der Religionsverschiedenheit) geschlossene Ehe zwischen einer getauften und einer ungetauften Person bzw. zwischen zwei ungetauften Personen wird nicht als eine sakramentale, sondern als natürliche Ehe angesehen (Naturehe). Eine gültig geschlossene nicht sakramentale Ehe ist nach dem Kirchenrecht unter bestimmten Bedingungen unter Inanspruchnahme des Petrinischen Privilegs zu Gunsten des Glaubens durch päpstlichen Hoheitsakt (Dispens) auflösbar. Eine zwischen Ungetauften geschlossene Ehe kann unter bestimmten Voraussetzungen auch aufgrund des Paulinischen Privilegs aufgelöst werden, wenn einer der Partner sich taufen lässt und der andere die friedliche Fortsetzung der Ehe unter diesen Umständen verweigert.

### Römisch-katholisches Eherecht
- Hauptartikel: Eherecht (Katholische Kirche)

In der römisch-katholischen Kirche ist das Eherecht in einem eigenen Titel des Codex Iuris Canonici geregelt (Cann. 1055–1165; unterteilt in zehn Kapitel). Nach katholischem Verständnis ist die wirksam geschlossene Ehe unter Getauften als Sakrament aufzufassen (Can. 1055 f.). Sie kommt seit dem 12. Jahrhundert „durch den Konsens der Partner zustande“, also den „Willensakt, durch den Mann und Frau einander in einem unwiderruflichen Bund gegenseitig schenken und annehmen, um eine Ehe zu gründen“ (Can. 1057: Ehekonsens). Die gültige und vollzogene Ehe kann durch keine menschliche Gewalt und aus keinem Grunde, außer durch den Tod, aufgelöst werden (Can. 1141). Katholiken sollen gefirmt sein und vor der Eheschließung möglichst das Bußsakrament und die Kommunion empfangen (Can. 1065).

#### Ehehindernisse und Dispens
Gemäß Can. 1059 richtet sich die Ehe von Katholiken, auch wenn nur ein Partner katholisch ist, nicht allein nach dem göttlichen, sondern auch nach dem kirchlichen Recht, unbeschadet der Zuständigkeit der weltlichen Gewalt hinsichtlich der rein bürgerlichen Wirkungen dieser Ehe. Im Einzelnen sind vor allem folgende Vorschriften von Bedeutung:
- Der Mann muss mindestens das 16., die Frau das 14. Lebensjahr vollendet haben, wobei die Bischofskonferenz ein höheres Mindestalter festsetzen kann (Can. 1083).
- Es darf keine „dauernde Unfähigkeit zum Beischlaf, sei sie auf seiten des Mannes oder der Frau, sei sie absolut oder relativ“ vorliegen; Unfruchtbarkeit allein schadet dagegen nicht mehr (Can. 1084).
- Keiner der Eheschließenden darf bereits wirksam verheiratet sein, auf den Vollzug der bestehenden Ehe kommt es dabei nicht an (Can. 1085).
- Es darf nicht ein Partner katholisch, der andere aber ungetauft sein (Can. 1086). Eine Dispens ist hier unter besonderen Voraussetzungen möglich.
- Der Mann darf nicht das Weihesakrament empfangen haben (Can. 1087) und weder Mann noch Frau dürfen durch ein kirchenrechtliches Gelübde der Ehelosigkeit (etwa Profess, Jungfrauenweihe) gebunden sein (Can. 1088).
- Die Frau darf nicht zur Eheschließung entführt worden sein (Can. 1089) und es darf nicht im Hinblick auf die Eheschließung eine Person getötet worden sein („Gattenmord“, Can. 1090)
- Die Eheschließenden dürfen nicht in gerader Linie blutsverwandt sein und auch in der Seitenlinie darf keine Blutsverwandtschaft bis einschließlich zum vierten Grad vorliegen (Can. 1091); ebenso wenig dürfen sie verschwägert sein (Can. 1092). Vom Hindernis der Blutsverwandtschaft in gerader Linie und im zweiten Grad der Seitenlinie gibt es auch keinen Dispens.
- Auch „Mischehen“ (konfessionsverschiedene Ehen) zwischen Katholiken und Getauften, die nicht der katholischen Kirche angehören, sind ohne ausdrückliche Erlaubnis verboten (Can. 1124).[21]

Nach Can. 1078 kann der Ortsordinarius von allen Hindernissen kirchlichen (nicht dagegen göttlichen) Rechts dispensieren (befreien); ausgenommen sind aber diejenigen Hindernisse, deren Dispens dem Apostolischen Stuhl, also dem Papst, vorbehalten ist. Dazu gehören die Weihe, das öffentliche, feierliche Gelübde der Ehelosigkeit und der Gattenmord.

#### Eheschließung
Nach katholischem Verständnis ist die Erfüllung der Formnormen im Rahmen des kanonischen Trauungsaktes die Voraussetzung für die Anerkennung und damit kirchenrechtlichen Wirksamkeit der Eheschließung.
Die eigentliche Eheschließung ist das Ehesakrament, das sich die Brautleute selber spenden im Konsens, lebenslang ihre Ehe zu führen und den Konsens vollziehen, indem „die beiden ein Fleisch werden“. Wegen dieser vertraglichen Einigung in einer Konsensehe werden Mindestanforderungen an die Verständnisfähigkeit der Eheschließenden gefordert. Konkret ist nach Can. 1096 „erforderlich, dass die Eheschließenden zumindest nicht in Unkenntnis darüber sind, dass die Ehe eine zwischen einem Mann und einer Frau auf Dauer angelegte Gemeinschaft ist, darauf hingeordnet, durch geschlechtliches Zusammenwirken Nachkommenschaft zu zeugen“.
Eine Verständigung der Brautleute vor der Trauung, die ersten Jahre als „Probezeit“ zu verstehen, sich auf eine bestimmte Kinderzahl festzulegen, sowie der Irrtum über die Person (error in persona, Can. 1097), eine arglistiger Täuschung (Can. 1098), Zwang (Can. 1103) usw. führen grundsätzlich zur Nichtigkeit der Ehe: es bestand nach katholischem Verständnis von Anfang an keine gültige Ehe.
Sofern nur ein Partner katholisch ist, finden (vgl. oben, bestätigt in Can. 1117) besondere Formvorschriften Anwendung: Die Partner müssen gleichzeitig anwesend sein (Can. 1104, wobei Stellvertretung möglich ist) und vor dem Ortsordinarius oder einem beauftragten Priester oder Diakon und mehreren Zeugen den Konsens erklären. Die standesamtliche Eheschließung, bei der auch nur ein Katholik beteiligt ist, ist also nach katholischem Kirchenrecht formnichtig.
Der sakramentalen Lehre folgend ist auch die Ehe zweier nichtkatholischer Christen eine sakramentale christliche Ehe und daher unauflöslich. Heiraten zwei Atheisten standesamtlich, so ist auch deren Ehe nach katholischem Kirchenrecht wirksam und unauflöslich; nach weltlicher Scheidung ist daher eine kirchliche Trauung mit einem katholischen Partner nicht mehr möglich. Treten beispielsweise zwei evangelische Christen zum katholischen Glauben über, erfolgt keine erneute kirchliche Trauung.

#### Wirkung und Trennung
Für die Wirkung der Eheschließung ist zu unterscheiden. Neben der ungültigen und der gültigen Eheschließung (vgl. dazu oben) kennt das katholische Kirchenrecht auch die gültige und vollzogene Ehe, nämlich dann, wenn „die Ehegatten auf menschliche Weise miteinander einen ehelichen Akt vollzogen haben, der aus sich heraus zur Zeugung von Nachkommenschaft geeignet ist, auf den die Ehe ihrer Natur nach hingeordnet ist und durch den die Ehegatten ein Fleisch werden“ (Can. 1061), was bei „Zusammenwohnen“ nach der Eheschließung (widerleglich) vermutet wird.
Die gültige Ehe ist unauflösbar, wenn sie vollzogen ist; andernfalls kann sie immerhin durch Gnadenakt aus einem gerechten Grund auf Bitten beider Partner oder eines Partners, selbst wenn der andere dem widerstrebt, vom Papst aufgelöst werden, Can. 1142. Dieses gerichtliche „Nichtvollzugsverfahren“ ist in den Can. 1697 ff. geregelt. Daneben kommt die „Trennung bei bleibendem Eheband“ in Betracht, Can. 1151 ff.

Ungültige Eheschließungen können gegebenenfalls im Wege der Gültigmachung, Can. 1156 ff., geheilt werden. In einem speziellen kirchengerichtlichen Verfahren, dem „Nichtigkeitsverfahren“ vor dem Offizial (Can. 1671 ff.) kann aber auch die Nichtigkeit geltend gemacht werden (vgl. dazu Eheannullierung). Gemäß den Ausführungen des Offizialats in Osnabrück kann man zwei Arten der Ehenichtigkeitsgründe unterscheiden: 

„Gründe, die den Ehewillen der Brautleute betreffen, und Gründe, die sich auf ihre Ehefähigkeit beziehen. [1.] Zu den so genannten Willensmängeln, die das Eheversprechen selbst berühren, werden die Ablehnung der Unauflöslichkeit der Ehe, der ehelichen Treue oder der Vorbehalt gegen Kinder und die Ablehnung der Ehe selbst (Scheinehe) gezählt. Ehen, die unter Zwang, unter Vortäuschen falscher Umstände, wegen eines schwerwiegenden Irrtums oder unter einer Bedingung eingegangen werden, sind gleichfalls nicht gültig geschlossen. [2.] Ernste Schwächen in der Persönlichkeitsstruktur der Brautleute können auch die Nichtigkeit der Eheschließung zur Folge haben. Beide Partner müssen nämlich erkennen und kritisch prüfen können, worauf sie sich mit der Heirat des konkreten Partners einlassen, und sie müssen in der Lage sein, die Ehe dauerhaft als eine Partnerschaft zu führen. Psychische Erkrankungen, Abhängigkeiten von Drogen oder Alkohol sowie erhebliche Reifungsdefizite zur Zeit der Heirat können ursächlich für eine solche Unfähigkeit sein.“

Ist die Ungültigkeit der Ehe auf diese Weise festgestellt, steht sie einer erneuten (bzw. im Sinne des Kirchenrechts: erstmaligen) Eheschließung nicht mehr im Wege. Dem Ehenichtigkeitsverfahren kommt daher in der Praxis große Bedeutung zu.

## Anglikanische und protestantische Kirchen
Nach dem in den evangelischen Kirchen im deutschen Sprachraum vorherrschenden Verständnis wird im Traugottesdienst das bereits abgegebene Versprechen vor Gott noch einmal wiederholt und eine vor dem Standesbeamten gültig geschlossene Ehe gesegnet (Segnungsgottesdienst). In Ländern, in denen die kirchliche Eheschließung staatlicherseits anerkannt wird und keine separate standesamtliche Trauung notwendig ist, betrachten aber auch die evangelischen Kirchen die kirchliche Trauung als konstitutiv für die Begründung der Ehe. Einen sakramentalen Charakter besitzt die Ehe nach allgemeiner protestantischer Auffassung nicht. Daher ist auch die Scheidung einer kirchlich gesegneten oder geschlossenen Ehe grundsätzlich möglich.

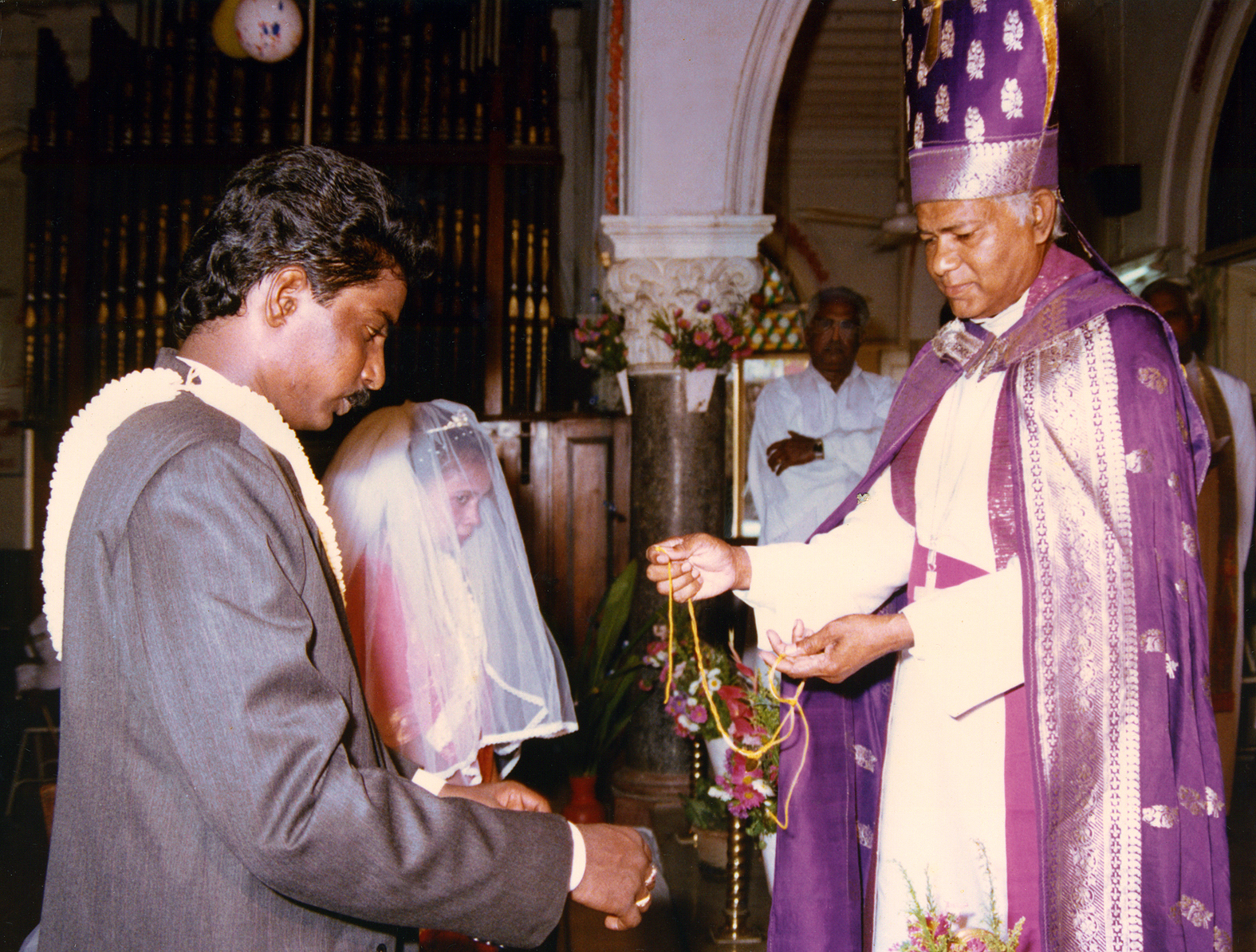
Johnson Gnanabaranam, der 9. Bischof von Tranquebar der Tamil Evangelical Lutheran Church (TELC) in Tamil Nadu, überreicht bei der kirchlichen Trauung dem Bräutigam das Thaali zur Weitergabe an die Braut.

Die evangelische Trauung besteht aus einer Feier der vorangegangenen standesamtlichen Eheschließung sowie dem Zuspruch von Gottes Segen an das Paar. „Nach evangelischem Verständnis wird die Ehe nicht in der Kirche geschlossen, sondern auf dem Standesamt. In der Kirche stellt das Brautpaar seinen gemeinsamen Lebensweg unter Gottes Segen.“ Grundsätzlich müssen beide Ehepartner Christen sein. Ist nur einer der beiden Ehepartner Christ, so ist statt einer evangelischen Trauung der „Gottesdienst anlässlich einer Eheschließung“ möglich. In der Regel findet die kirchliche Trauung in der Wohnortgemeinde des Ehemannes oder der Ehefrau statt. Soll sie an einem anderen Ort vollzogen werden, müssen die Brautleute dafür die Erlaubnis ihres Heimatpfarramtes einholen (Dimissoriale – Entlassschreiben). Es ist möglich, soviele Trauzeugen oder Trauzeuginnen zu bestellen, wie man wünscht. Eine Pflicht dazu besteht nicht mehr.
Für die protestantischen Kirchen in der Schweiz und in Deutschland ist die bürgerliche Eheschließung rechtliche Voraussetzung für die kirchliche Trauung. In der kirchlichen Trauung geht es hier um den Zuspruch des Wortes Gottes und um die Segnung der ehelichen Lebensgemeinschaft. Die Trauung wird in protestantischen Kirchen nicht als Sakrament angesehen, gleichwohl wird nach den meisten agendarischen Vorgaben und landeskirchlichen Ordnungen ein gegenseitiges, vor Gott und der Gemeinde bezeugtes Versprechen abgenommen. Auch Geschiedene können kirchlich getraut werden, wofür aber die Ordnungen der Landeskirchen eine eingehende seelsorgerliche Beratung – insbesondere aufgrund des offensichtlich gebrochenen vorhergehenden Eheversprechens – empfehlen bzw. vorschreiben.

### Evangelisches Kirchenrecht

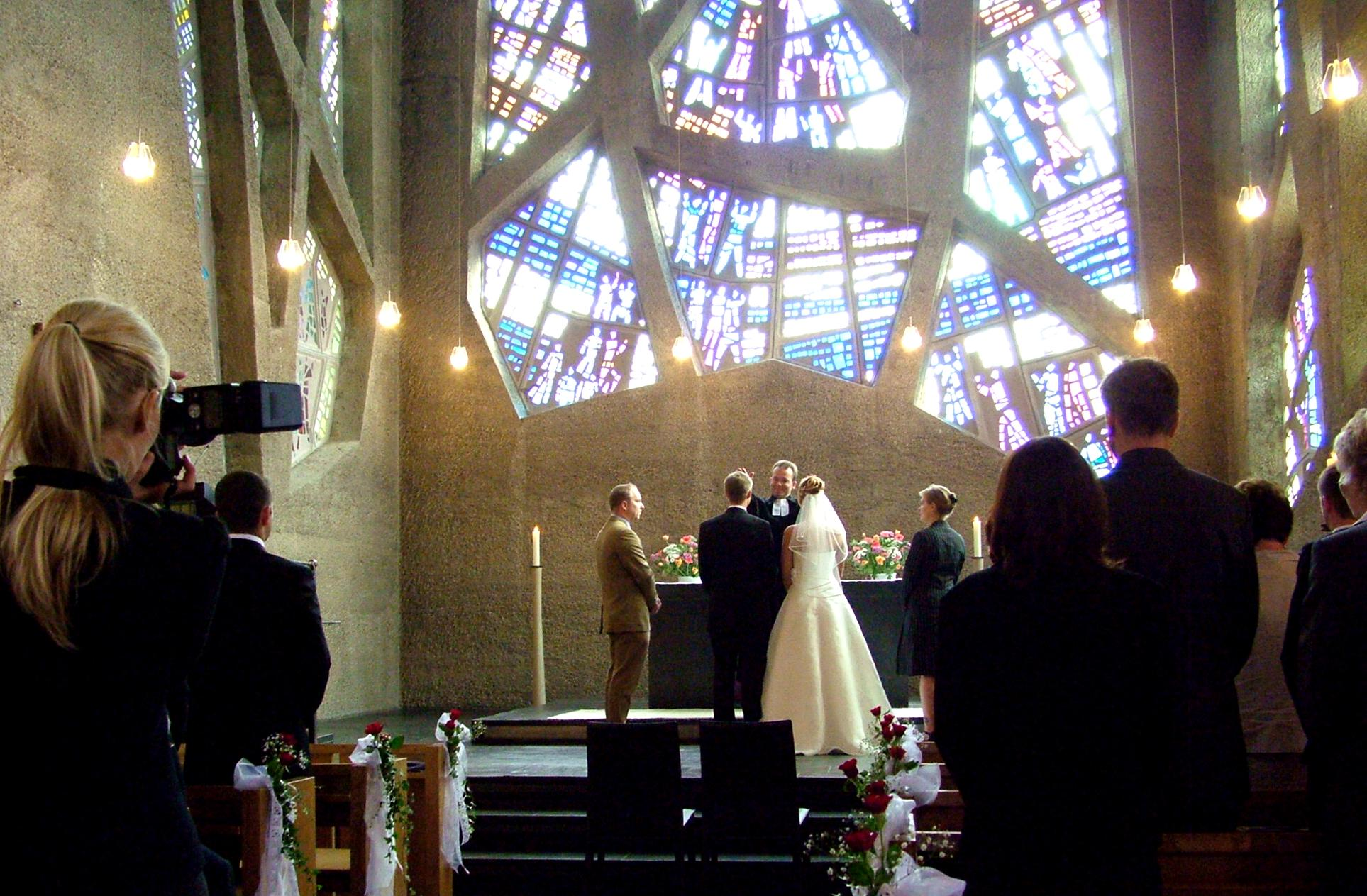
Trauung in der evangelischen Reformationskirche in Köln-Bayenthal, 2007

Das Eheverständnis der protestantischen Kirchen unterscheidet sich erheblich von dem römisch-katholischen. Während in der katholischen Kirche die Eheschließung in einem Ritus vor dem assistierenden Priester oder Diakon stattfindet, sind evangelische Trauungen nur Gottesdienste anlässlich einer (bereits erfolgten, etwa standesamtlichen) Eheschließung. Diesen Unterschied griff auch das frühere staatliche Recht auf:

„Wer eine kirchliche Trauung oder die religiösen Feierlichkeiten einer Eheschließung vornimmt, ohne dass zuvor die Verlobten vor dem Standesamt erklärt haben, die Ehe miteinander eingehen zu wollen, begeht eine Ordnungswidrigkeit.“

Die Eheschließung ist also kein Sakrament, sondern „ein weltlich Ding“ (Martin Luther), die evangelische Trauung nur die geistliche Feier einer vorherigen Eheschließung. Folglich ist das evangelische Eherecht weit weniger umfangreich als das katholische. Die Voraussetzungen der kirchlichen Eheschließung sind wie für andere Kasualien meist in sogenannten Lebensordnungen enthalten, deren Rechtsqualität unter den verschiedenen Religionsgemeinschaften unterschiedlich verstanden wird.
Zumeist wird zwischen Pfarrer und Eheleuten ein Traugespräch geführt. Die Trauung findet in einem Gottesdienst statt, wenn die Eheschließung nachgewiesen ist. Die Eheleute müssen einer Kirche angehören, einer davon der Kirche, von der die Trauung erfolgen soll. Unter bestimmten Voraussetzungen ist die Trauung auch möglich, obwohl einer der Eheschließenden nicht getauft ist. Unter Umständen kann die Trauung auch abgelehnt werden. In Zweifelsfällen entscheidet zumeist die jeweilige gewählte Kirchengemeindeleitung. Die Trauung wird in das Kirchenbuch eingetragen und bescheinigt.

## Segnung/Trauung gleichgeschlechtlicher Paare

### Römisch-katholische Kirche
Trauungen gleichgeschlechtlicher Paare sind in der katholischen Kirche aufgrund des geltenden Kirchenrechts nicht möglich. In Deutschland hat der Osnabrücker Bischof Franz-Josef Bode im Januar 2018 angeregt, über die Möglichkeit einer Segnung gleichgeschlechtlicher Paare nachzudenken; durchgeführt wurden solche Segnungen bis heute nur in seltenen Einzelfällen.

### Protestantische Kirchen
Die niederländischen Remonstranten waren 1986 die erste protestantische Gemeinschaft, die gleichgeschlechtlichen Paaren den Segen erteilte. Seither sind Segnungen gleichgeschlechtlicher Paare auch in vielen deutschen evangelischen Landeskirchen sowie in einigen Schweizer reformierten Landeskirchen möglich geworden. 2013 wurde in Deutschland ein schwules Paar in einer evangelischen Kirche erstmals auch mit kirchlicher Beurkundung getraut.

#### Deutschsprachiger Raum
In vielen Landeskirchen der EKD und einigen Kantonskirchen der Evangelisch-reformierten Kirche Schweiz haben die zuständigen Synoden öffentliche Segnungszeremonien für gleichgeschlechtliche Paare genehmigt. In den acht Landeskirchen Evangelische Kirche Berlin-Brandenburg-schlesische Oberlausitz, Evangelische Kirche im Rheinland, Evangelische Kirche in Hessen und Nassau, Evangelische Landeskirche in Baden, Evangelisch-Lutherische Landeskirche Hannovers Evangelisch-Lutherische Kirche in Oldenburg, Evangelisch-reformierte Kirche und Evangelische Kirche von Kurhessen-Waldeck ist die Trauung gleichgeschlechtlicher Paare erlaubt.
Im August 2013 erfolgte die erste kirchliche Trauung eines gleichgeschlechtlichen Paares in der Evangelischen Kirche in Hessen und Nassau. Im Januar 2016 beschloss die Synode der Evangelischen Kirche im Rheinland, am 9. April 2016 die Synode der Evangelischen Kirche Berlin-Brandenburg-schlesische Oberlausitz, am 23. April 2016 die Synode der Evangelischen Landeskirche in Baden und am 24. November 2017 die Synode der Evangelisch-reformierten Kirche künftig kirchliche Trauungen homosexueller Paare zu ermöglichen. Pfarrer könnten die Trauung schwuler und lesbischer Lebenspartner aus Gewissensgründen ablehnen, in diesem Fall werden die Lebenspartner an den Superintendenten verwiesen, der für die Durchführung der Trauung sorgt. Auch Kirchengemeindeleitungen, die sich bereits gegen die bisher mögliche gottesdienstliche Begleitung gleichgeschlechtlicher Paare ausgesprochen hatten, könnten die Trauung in ihrer Gemeinde verweigern. Dann findet die Trauung in einer anderen Kirchengemeinde statt. Die erste kirchliche Trauung zweier Männer in Berlin fand am 12. August 2016 in der evangelischen St.-Marien-Kirche am Alexanderplatz statt.

#### Außerhalb des deutschsprachigen Raumes
Als erste europäische Territorialkirche ermöglicht die evangelisch-lutherische Kirche Schwedens homosexuellen Paaren seit dem 1. November 2009 eine regelrechte kirchliche Heirat. Im Jahr 2012 hat auch die Dänische Kirche gleichgeschlechtlichen Paaren eine kirchliche Trauung ermöglicht. Im November 2015 hat die Norwegische Kirche die kirchliche Trauung gleichgeschlechtlicher Paare erlaubt. Im Juli 2017 hat die Scottish Episcopal Church die Trauung erlaubt. In Nordamerika haben die United Church of Canada, die United Church of Christ, die Metropolitan Community Church, die Presbyterian Church (U.S.A.) und die anglikanische Episkopalkirche der Vereinigten Staaten von Amerika kirchliche Trauungen für gleichgeschlechtliche Paare ermöglicht.

#### Anglikanische Gemeinschaft
Im Anglikanismus besteht kein Konsens in der Frage, ob die Ehe als Sakrament zu verstehen ist. Dem Eheritus wird jedoch in der Regel auch von denen, die nicht dem anglo-katholischen Flügel (High Church) zuzurechnen sind, ein sakramentaler Charakter zugesprochen, da er ein äußerlich sichtbares Zeichen und ein Mittel zur Gnade sei. Die Frage, ob die Ehe weiterhin auf heterosexuelle Paare begrenzt bleiben soll, verstärkt die Tendenzen zu einer dauerhaften Spaltung der Anglikanischen Gemeinschaft. Erlaubt ist die kirchliche Trauung für gleichgeschlechtliche Paare in der Anglikanischen Kirche von Kanada, in der Anglikanischen Kirche in Schottland, in der Episkopalkirche der Vereinigten Staaten von Amerika, Anglican Church in Aotearoa, New Zealand and Polynesia  und Igreja Episcopal Anglicana do Brasil.

### Orthodoxe Kirchen
Die orthodoxen Kirchen stufen Homosexualität als Sünde ein und lehnen Trauungen gleichgeschlechtlicher Paare daher ab.

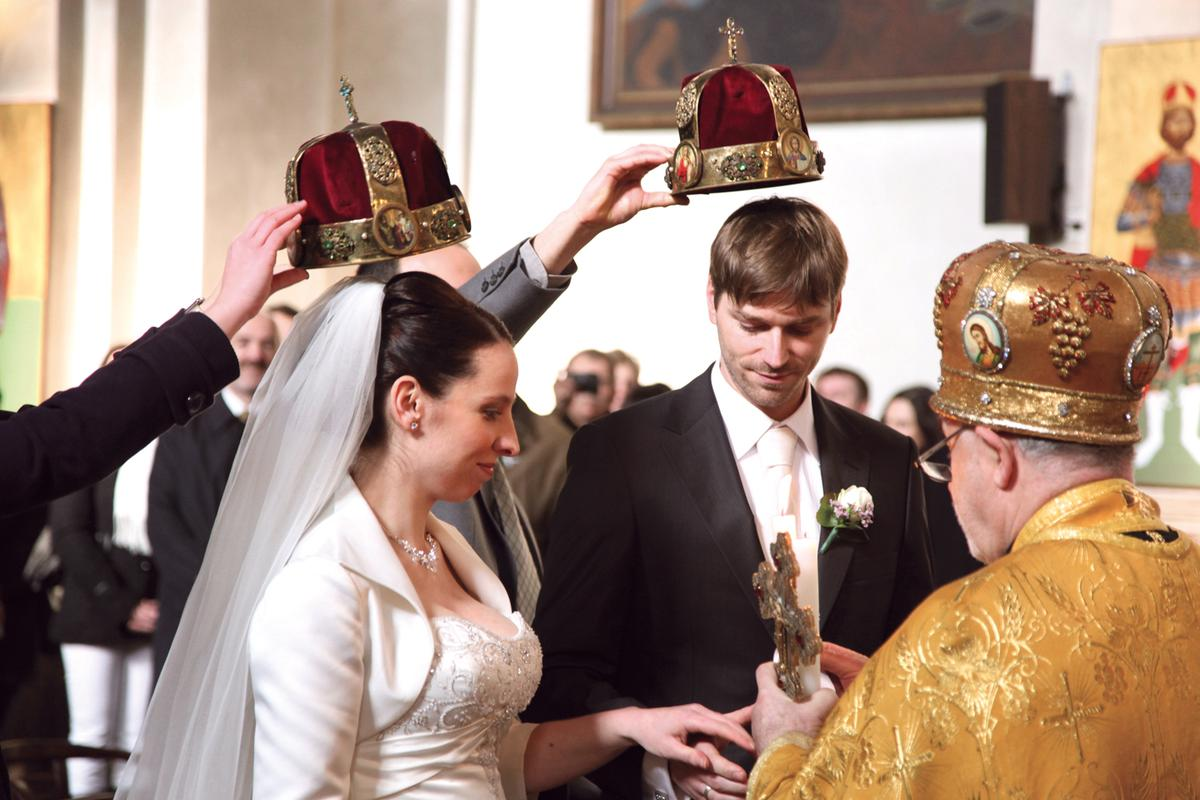
Eheschließung in der orthodoxen Kirche St. Cyrill und Method, Prag

In den orthodoxen Kirchen ist die Ehe eines der Mysterien (Sakramente). Das Sakrament der Ehe wird – anders als bei der katholischen Eheschließung – nicht durch die Brautleute selbst, sondern durch den Priester gespendet; das Eheversprechen von Braut und Bräutigam bildet die Voraussetzung für die Spendung des Sakraments. Ein zentrales Moment des Eheritus ist dabei die Krönung der Brautleute.
In den orthodoxen Kirchen sind im Notfall eine oder zwei Scheidungen erlaubt. Die Feier zur Wiederverheiratung ist weniger festlich als bei einer ersten Eheschließung, Es überwiegt der Gedanke der Buße, da die Ehe ein Mysterion ist und grundsätzlich von der Unauflöslichkeit der Ehe ausgegangen wird. So ist die Zulassung zu einer weiteren Ehe ein Akt der Barmherzigkeit. Abhängig davon, aus welchen Gründen die erste Ehe gescheitert ist, kann vor einer zweiten und dritten Heirat eine entsprechende Bußzeit auferlegt werden. Trotz des Bußcharakters der Feier der zweiten/dritten Eheschließung und der Unauflöslichkeit der ersten Ehe enthält der Trauritus der Wiederheirat alle wesentlichen Elemente einer sakramentalen Eheschließung. Mehr als drei Ehen dürfen grundsätzlich von niemandem geschlossen werden, außer das „Kirchengericht“ entscheidet anders.
Nach Lehre der orthodoxen Kirchen endet das Eheband nach dem Tod eines Partners nicht, die Wiederheirat nach dem Tod eines Partners wird genau so bewertet und gehandhabt wie nach einer Scheidung.

## Ökumenische Trauung

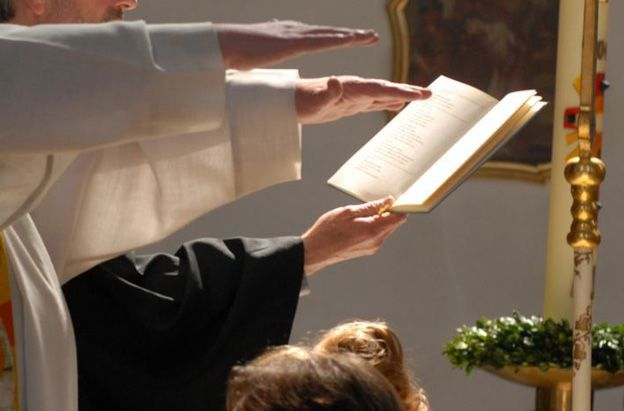
Segen des Brautpaars bei einer ökumenischen Trauung

Bei der Eheschließung von Partnern, die verschiedenen Konfessionen angehören, besteht teils das Bedürfnis nach einem sogenannten ökumenischen Traugottesdienst. Eine ökumenische Trauung mit gleichberechtigten Liturgen gibt es in der katholischen Kirche jedoch nicht:

„Es ist verboten, vor oder nach der kanonischen Eheschließung gemäß § 1 eine andere religiöse Trauungsfeier zur Abgabe oder Erneuerung des Ehekonsenses vorzunehmen; gleichfalls darf keine religiöse Feier stattfinden, bei welcher der katholische Assistierende und der nichtkatholische Amtsträger zugleich, jeder in seinem Ritus, den Konsens der Partner erfragen.“

Wenn einer der Partner evangelisch und einer katholisch ist und beide einen ökumenischen Traugottesdienst wünschen, erfolgt die Anmeldung auf beiden Pfarrämtern. Abhängig davon, in welcher der beiden Kirchen die Trauung vollzogen werden soll, wird jeweils ein Pfarrer der anderen Konfession um Mithilfe gebeten. In der evangelischen Kirche ist die ökumenische Trauung also eine evangelische Trauung unter Mitwirkung eines katholischen Geistlichen – oder umgekehrt. Eine Ausnahme gilt für den Bereich der Erzdiözese Freiburg und der Evangelischen Landeskirche in Baden, wo außerdem die Möglichkeit einer ökumenischen Trauung nach Formular C besteht.

## Ehebund
Der Ehebund ist für Christen ein Synonym für die Ehe, der an das biblische Vorbild erinnern soll. Es drückt aus, dass die Ehe ein Beispiel für die Beziehung von Gott zum Menschen (Bund) sein soll. Ob jedoch die paulinische Theologie den Ehebund bestärkt, ist umstritten.
Eine besondere Form des Ehebundes ist die Covenant marriage in den USA. Dort gibt es aufgrund theokonservativer Bestrebungen in einigen Staaten eine Ehe mit eingeschränkten Scheidungsgründen.
Papst Leo XIII. sprach in seiner Antrittsenzyklika Inscrutabili dei consilio davon, dass Jesus Christus selbst den Ehebund zur Würde eines Sakraments erhoben habe, und dass dieser Bund die Beziehung zwischen Jesus und seiner Gemeinde repräsentiere. Eine lediglich vor weltlichen Autoritäten geschlossene Ehe bezeichnete Leo XIII. als „legales Konkubinat“.

## Treueversprechen
Das Versprechen, einander im Leben und im Sterben treu zu bleiben, wurde von der Kirche in ihre Trauliturgie aufgenommen. Bei der kirchlichen Trauung tauchte die Formel „bis dass der Tod euch scheidet“ erstmals im Sarum Manual (Salisbury 1508) auf. Ursprünglich gab es diese Formel nur auf Englisch – „til death us depart“ – und nicht auf Latein. Das fand dann Eingang in das Book of Common Prayer von 1549 und wurde 1661 in „till death do us part“ geändert.
In deutschen evangelischen Agenden ist es nicht vor dem Ende des 19. Jahrhunderts nachweisbar und findet dann Eingang in die Erfragung des Konsenses „willst du […] in guten wie in bösen Tagen, bis der Tod euch scheidet?“ Martin Luther begnügt sich in seinem Traubüchlein mit der Antwort auf die Frage: „Hans, willst du Greten zum ehelichen Gemahl haben? Dicat: Ja.“ und lässt dann Matthäus 19,6 lesen: „Was Gott zusammengefügt hat, das soll der Mensch nicht scheiden.“
In der Feier der katholischen Trauung wird vom Priester bei den Fragen nach der Bereitschaft zu einer christlichen Ehe unter anderem gefragt: „Willst du deine Frau [deinen Mann] lieben und achten und ihr [ihm] die Treue halten alle Tage ihres [seines] Lebens?“

## Ehering
Der Ehering gilt seit dem 13. Jahrhundert als Sinnbild der geschlossenen Ehe. Er wird in der Regel ab einer zivilen oder kirchlichen Trauung getragen. Für die jeweilige Zeremonie oder die Gültigkeit einer Ehe ist er ohne weitere Bedeutung.